# 合田慎二郎
合田 慎二郎（ごうだ しんじろう、10月14日 - ）は、日本の男性声優。RME所属。千葉県出身。

## 人物
趣味は競馬。特技は料理。
免許は調理師免許。

## 出演

### テレビアニメ
2009年
- 銀魂（兵士）

2012年
- 戦国コレクション（カメラマン、大臣）

2013年
- 殿といっしょ（監督）

2014年
- ブラック・ブレット（岡島、警官B、運転手）

2015年
- 北斗の拳 イチゴ味（ヒャッハーA、副官）

2018年
- BANANA FISH（ウーキー、編集長、ボディガード、部下）

2020年
- LALALACOCO（ポンさん）
- 虚構推理（2020年 - 2023年、新理事長、管理人、狐A） - 2シリーズ

2021年
- 白い砂のアクアトープ（一般客）

2024年
- メタリックルージュ（治安部隊1）
- 魔王の俺が奴隷エルフを嫁にしたんだが、どう愛でればいい?（店主）

2025年
- 機動戦士Gundam GQuuuuuuX
- 出禁のモグラ（幽霊B）

### 劇場アニメ
- ヱヴァンゲリヲン新劇場版:Q（2012年、無線、アナウンス）
- 君の名は。（2016年）
- 天気の子（2019年）[11]
- すずめの戸締まり（2022年）
- 劇場版 Re:STARS 〜未来へ繋ぐ2つのきらぼし〜（2023年、井下田会長）

### OVA
- Benesse 進研ゼミ中学講座 上手な勉強のやり方と中学最初の夏休みから成績UP DVD（2011年、実況アナウンサー、顧問）
- 暗殺教室（2013年、不良）※ジャンプスーパーアニメツアー2013上映作品
- 熱血人面犬 LIFE IS MOVIE（2014年）

### ゲーム
- 高レート裏麻雀列伝 むこうぶち ～ご無礼、終了ですね～（2007年、水原裕太 ）
- メガゾーン23 青いガーランド（2007年、兵士）
- 三国群英伝2（2011年、大司空、商人、戦闘音声）
- ドラゴンネスト（2012年、ボルト）
- テストドライブ アンリミテッド2（2011年、ジュード）
- フィーバーダンク（2020年）

### ドラマCD
- グリーンスタンダード angelica -中原中也-（2009年、ナレーション）
- 対決8 岸尾だいすけ VS 遊佐浩二『バッテリー』

### ラジオドラマ
- 文化放送「メガゾーン23 on Radio ザ・エクステンドストーリー」（矢野龍 ）

### 吹き替え
- ゴースト・マシーン　(ジョージ）
- グレート・ウォー（ウィル）
- UKギャングスター イギリスで最も恐れられた男(Rise of the Footsoldier)
- 紳士は金髪がお好き（ガス・エズモンド）
- ターザンの大冒険（ニコライロコフ #1、ムラク #11）
- プリズン・ブレーキ（ゴールドバーグ）
- ワイルドチェイサー（ダン）
- シェーン（クリス）
- コロラド（ヨーク）
- リオグランデの砦（ビューグラー・メキシコ軍中尉）
- 荒野の決闘（劇場支配人）
- 女処刑人（レッド）
- オックスフォード連続殺人（フランク）
- フェ〜レンザイ -神さまの日常-（2023年、教頭先生）

### ナレーション
- Webアニメ「ネット社会の歩き方」
- TVCM「ホテル・ラ・ミッシェル」

### パチンコ・パチスロ機
- CR神音の森（ザコ鬼）

### 舞台
- 劇団未来劇場創立50周年記念・第91回公演 「因縁屋夢六玉の井徒花心中」

### 実写

#### 映画
- デスカッパ（自衛隊）
- シン・ゴジラ（2016年、声の出演）[12]
- シン・仮面ライダー（2023年）

#### TV番組
- おはスタ ポケモン・ダイヤモンドパール「9.28宣伝隊」

### シリーズ一覧
1. ↑  Season1（2020年）、Season2（2023年）

1. 1 2 3 4 5 6 7 8 9  “合田 慎二郎”.   RME. 2025年4月28日閲覧。
2. ↑  “今週の銀魂に合田慎二郎が出演”.   社長のブログ. 2013年12月29日閲覧。
3. ↑  “LALALACOCO”. 番組内容・きんだーてれび｜テレビ東京アニメ公式. 2020年1月14日閲覧。
4. 1 2  第13話初出
5. ↑  第8話初出
6. ↑  第20話初出
7. ↑  第14話初出
8. 1 2  第4話初出
9. ↑  第9話初出
10. ↑  第5話初出
11. ↑  『天気の子』映画パンフレット スタッフロールページより
12. ↑  『シン・ゴジラ』パンフレット 2016年7月29日発行 発行所：東宝映像事業部